# Disclosure (Stargate SG-1)
Disclosure (Revelación) es el décimo séptimo episodio de la sexta temporada de la serie de televisión de ciencia ficción Stargate SG-1, y el episodio N.º 127 de toda la serie.

## Trama
Durante una reunión de los 5 miembros permanentes del Consejo de Seguridad de la ONU en el Pentágono, el embajador chino conversa con el coronel Chekov sobre el "extraño" accidente de un submarino ruso recientemente. En ese momento, el general Hammond aparece junto al Mayor Davis, y éste les explica a los embajadores que el motivo de la reunión es informarles sobre el proyecto conocido como "Programa Stargate". Davis les explica las características del Portal Estelar, y otros dispositivos, pero los embajadores están inicialmente escépticos. También revelan el envolvimiento de los rusos, cuando ellos recuperaron el Portal de la nave Asgard hace unos años, lo que indigna al embajador británico.
Luego, mientras hablan sobre el hecho de que los meteoritos reportados en los últimos años eran en realidad naves alienígenas, el senador Kinsey aparece y convence a los embajadores que todo esto es verdad. Sin embargo también les dice sobre la amenaza a la Tierra que las acciones del SG-1 han provocado.
Davis muestra a los embajadores los diferentes tipos de naves Goa'uld y su forma de ataque. Por su parte, Kinsey habla sobre Apophis, el primer enemigo que tuvo el planeta, y de Anubis, actualmente la nueva amenaza, y que representa un peligro aun mayor que cualquier otro Goa'uld, además de mencionar sus intentos por destruir la Tierra.
Hammond y Chekov esperan que los países presentes los ayuden debido a su fuerza militar. No obstante, el embajador chino piensa que el público en general debería saber de la amenaza que enfrenta.
Más adelante, El Mayor Davis revela a los presentes sobre las nuevas tecnologías desarrolladas para enfrentar la amenaza Goa'uld; el X-301, X-302, y el X-303, denominado como "Prometeo".
El embajador chino sin embargo, está muy molesto por la existencia de estas nuevas naves y el hecho de que el portal este bajo control de los EE. UU. Kinsey entonces habla sobre el NID y sugiere que se le dé a este organismo control total sobre el Programa Stargate, pero Hammond se opone tajantemente a esto, debido a las acciones criminales realizadas por el NID en años anteriores.
Aun así, Kinsey continúa e informa a los embajadores sobre situaciones provocadas por las acciones del propio Hammond y del SG-1, que casi han causado la destrucción de la Tierra. Él insiste en que Hammond ya no puede dirigir el programa por más tiempo.
Lugo durante un receso, Hammond conversa con Davis y le revela que él aun tiene un as bajo la manga. Cuando la discusión se reanuda, Hammond en un último intento les habla a los embajadores sobre las buenas cosas que han hecho durante todos estos años, como hacer aliados. Aunque esto no convence mucho a los embajadores, ellos cambian su postura cuando el propio Thor aparece en el cuarto y les cuenta como el SG-1 los ha salvado en muchas ocasiones. Además menciona que la opinión del Alto Consejo Asgard es que el general Hammond deber seguir al mando del Programa. Con los embajadores dando su apoyo a Hammond, el senador Kinsey se retira aceptando su derrota.

## Producción
- Según dijo Joseph Mallozzi durante una charla en línea en "Our Stargate", "Hay un equipo ruso en el SGC, pero los países de Disclosure sólo envían a observadores al SGC por el momento".[3]

## Artistas invitados
- Ronny Cox como el senador Kinsey.
- Colin Cunningham como el mayor Davis.
- Gary Chalk como el coronel Chekov.
- Michael Shanks como Thor (voz).
- Francois Chau como el embajador chino.[4]
- Olga Tot como asistente rusa.[4]
- Martin Evans como el embajador británico.[4]
- Paul Batten como el embajador francés.[4]